# منتخب أفغانستان لهوكي الحقل للرجال
منتخب أفغانستان لهوكي الحقل للرجال هو ممثل أفغانستان الرسمي في المنافسات الدولية في هوكي الحقل
.